# 질량 흐름 제어기
질량 흐름 제어기(mass flow controller, MFC)는 기체의 흐름을 측정하고 제어하는 장치이다. 질량 흐름 제어기는 가스의 종류와 흐름 속도의 범위에 따라서 특별하게 설계되었고 보정되어 있다. 질량 흐름 제어기는 정해진 범위에서 설정값을 0%에서 100%까지 조절할 수 있지만 일반적으로 최고의 정확도에 접근하기 위해서 10%에서 90%범위만 사용한다. 질량 흐름 제어기는 설정값에 따라서 질량 흐름을 제어할 것이다. MFC는 아날로그 방식과 디지털 방식이 있지만, 디지털 흐름 제어기가 아나로그 흐름 제어기보다 일반적으로 정밀한 제어가 가능하다. 반면에, 디지털 제어기는 보정할 수 있는 가스가 제한되어 있다.
모든 질량 흐름 제어기는 흡입구, 배기구, 질량 흐름 센서가 있고 제어값에 비례한다. MFC는 운용자 (혹은 외부회로/컴퓨터)가 입력 신호를 인가할 수 있는 폐루프 제어 시스템이 탑재되어 있다. 이는 질량 흐름 센서값과 비례된 조정값을 비교하여 요구되는 흐름을 얻을 수 있다. 흐름률은 조정할 수 있는 전체 흐름 영역과 MFC에 인가되는 전압신호의 퍼센트로 정해져 있다.
질량 흐름 제어기는 특정 압력범위를 지니는 가스의 공급이 요구된다. 저압 가스는 MFC의 가스를 부족하게 하여 설정값을 얻는 데 실패하게 될 것이다. 고압 가스는 흐름률의 안정성을 떨어뜨릴 것이다.

## 작동 이론
질량 흐름 제어기의 핵심은 열 센서이다. 열 센서는 작은 구멍이 뚫린 튜브와 튜브의 바깥으로 둘러싸인 2개의 저항-온도계 요소로 구성된다. 센서 튜브는 전류가 인가되면 가열된다. 가스 흐름의 선형 비율은 센서 튜브로 나타나고, 냉각효과는 2개 요소의 온도차를 발생시킨다. 온도 차이에 의한 저항의 차이는 전기 신호로 측정한다.

## 같이 보기
- 질량 흐름 미터